# Camponotus loa
Camponotus loa é uma espécie de inseto do gênero Camponotus, pertencente à família Formicidae.